# Merindad de Sotoscueva
Merindad de Sotoscueva est une commune d'Espagne dans la communauté autonome de Castille-et-León, province de Burgos. Elle s'étend sur 153,35 km2 et comptait environ 512 habitants en 2011.